# 1753 Mieke

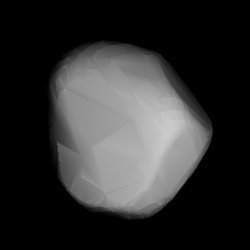
Mieke (asteróide 1753)

Mieke (asteróide 1753) é um asteróide da cintura principal, a 2,757226 UA. Possui uma excentricidade de 0,0847392 e um período orbital de 1 909,79 dias (5,23 anos).
Mieke tem uma velocidade orbital média de 17,16046306 km/s e uma inclinação de 11,37492º.
Esse asteróide foi descoberto em 10 de Maio de 1934 por Hendrik van Gent.